# Palazzo Carafa di Noja

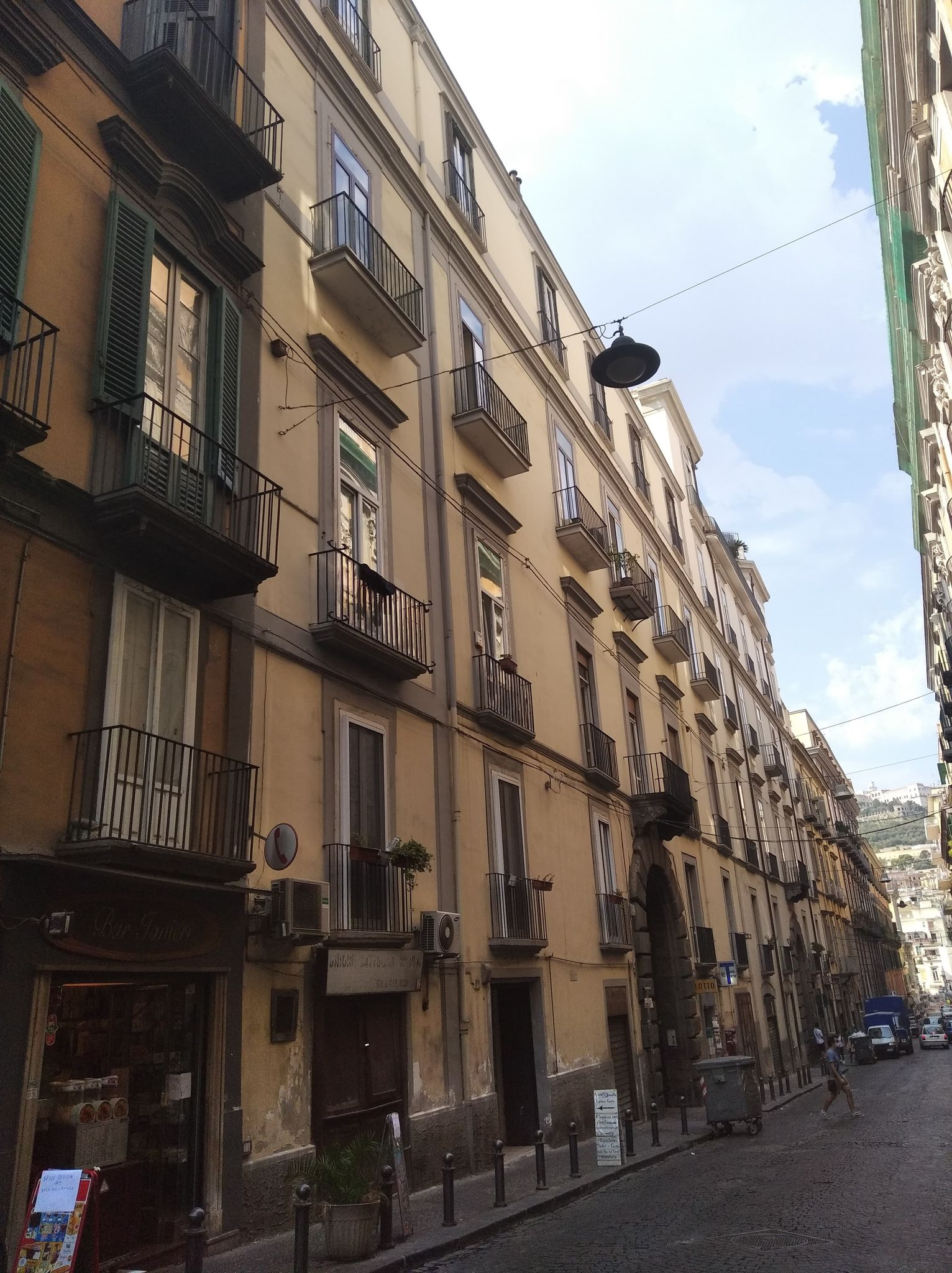
Palazzo Carafa di Noja in Neapel, Fassade zur Via Monte di Dio.

Der Palazzo Carafa di Noja ist ein Palast, vermutlich aus dem 17. Jahrhundert, im Viertel San Ferdinando von Neapel in der italienischen Region Kampanien. Er liegt in der Via Monte di Dio, 61-66.

## Geschichte
Es gibt keine Aufzeichnungen über den Bauzeitraum und den Auftraggeber dieses Palastes und seiner Nebengebäude. Man nimmt aber an, dass sie in der ersten Hälfte des 17. Jahrhunderts errichtet wurden. Der Bericht über die Grundstückszählung auf dem Hügel von Pizzofalcone, den Antonio Galluccio 1689 anfertigte, bezeugt die Existenz zweier benachbarter Häuser mit Garten und einer Villa, die dem Regenten Diego de Soria, Markgraf von Crispano, gehörten. Im Laufe des folgenden Jahrhunderts fiel die Immobilie an die Familie Carafa die Noja. Ihrem Eigentümer, Giovanni Carafa di Noja, ist die berühmte Mappa del Duca di Noja zu verdanken, die keine Veränderung in der Bausubstanz des Komplexes verzeichnet. In den ersten Jahrzehnten des 19. Jahrhunderts veranlasste die Familie Carafa di Noja eine grundlegende Überarbeitung der Fassade des Doppelgebäudes in klassizistischem Stil und ließ eine neue Villa nach der damaligen, neupompeianischen Art im hinteren Teil des Gartens errichten. In der zweiten Hälfte des 19. Jahrhunderts sollte die Familie den Palast verkaufen und so den Prozess seiner Fraktionierung einleiten. Heute ist er ein privates Mietshaus und daher nicht öffentlich zugänglich.

## Beschreibung
Der Palast besteht aus zwei Baukörpern, die mit einer gemeinsamen Fassade mit zwei Eingangsportalen gleicher Machart versehen wurde, die anzeigt, dass die Gebäude früher einen gemeinsamen Eigentümer hatten. Wenn man an der Hausnummer 66 durch den Empfangssalon gegangen ist (dessen Gewölbedecke ein Fresko des Wappens der Carafa della Stradera mit dem Familienmotto trägt und auf dessen rechter Seite sich die repräsentative Treppe mit interessanter Geometrie erhebt), erreicht man den rechteckigen Innenhof, hinter dem sich der Adelsgarten befindet, der mit seiner Ausstattung mit wertvollen Blumen, Brunnen und Statuen zu den besterhaltenen der Stadt zählt. Ein weiteres, wertvolles Element des Gartens ist der Villino Wenner, dessen Errichtung anstelle einer älteren Villa (wie oben erwähnt) Pompeo Carafa um 1830 beauftragt hatte. Vom Viale Calscione, einer der Querstraßen der Via Monte di Dio, kann man die Rückfassade bewundern, die zur Grotta degli Spargari hin zeigt und durch eine Loggia gekennzeichnet ist, die durch Säulen gestützt und von einer Brüstung begrenzt wird, auf der Marmorbüsten aufgestellt sind.

## Künstlerisches Erbe
Das künstlerische Erbe „Carafa di Noja“, das über der Zeit von Matilde Mannucci Droandi, Nachfahrin in mütterlicher Linie der neapolitanischen Adelsfamilie, da ihre Mutter Isabella (1889–1971) „Tochter des Herzogs Carlo Carafa di Noja und der Französin Josephine Bouton“ war, erhalten wurde, wurde zur Stiftung an die Galleria d'arte moderna in Florenz im Jahre 2002 aufgekauft. Carlo Carafa, der 1851 in Lucca geboren wurde, seine Jugend in Neapel und Florenz durchlebt hatte und sich mit Literatur und Theater beschäftigt hatte, gründete auch Zeitschriften, wie Lo scacciapensieri (dt.: Das Windspiel), L’Alcione (dt.: Der Alcyone) und Margellina. Ebenfalls in Florenz gründete er unter dem Pseudonym „Nanchor“ die Sonntagszeitschrift Babilonia, die Matilde Serao zu ihren Mitarbeitern zählte. Es wurde geschrieben, dass Matilde Mannucci Droandi durch diese Stiftung „einige Zeugnisse aus dem neapolitanischen und toskanischen, künstlerischen Umfeld des 19. Jahrhunderts sprechen“.

## Bildergalerie

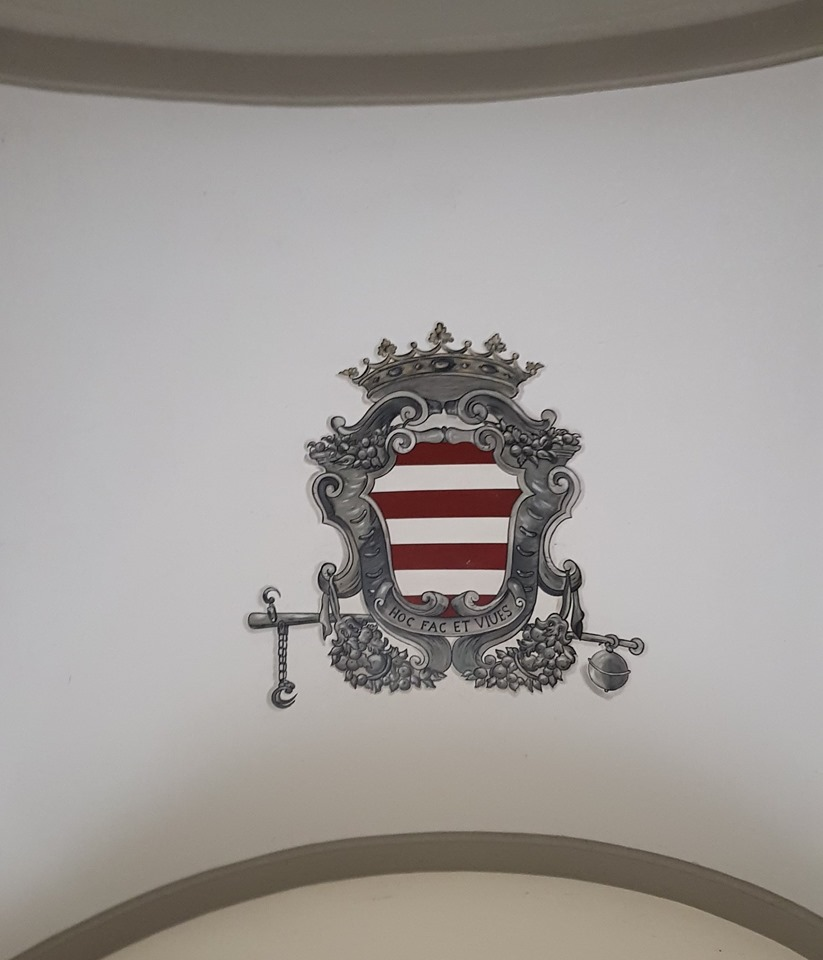
Wappen der Familie ‚‚Carafa di Noja‘‘ an der Gewölbedecke des Eingangssalons
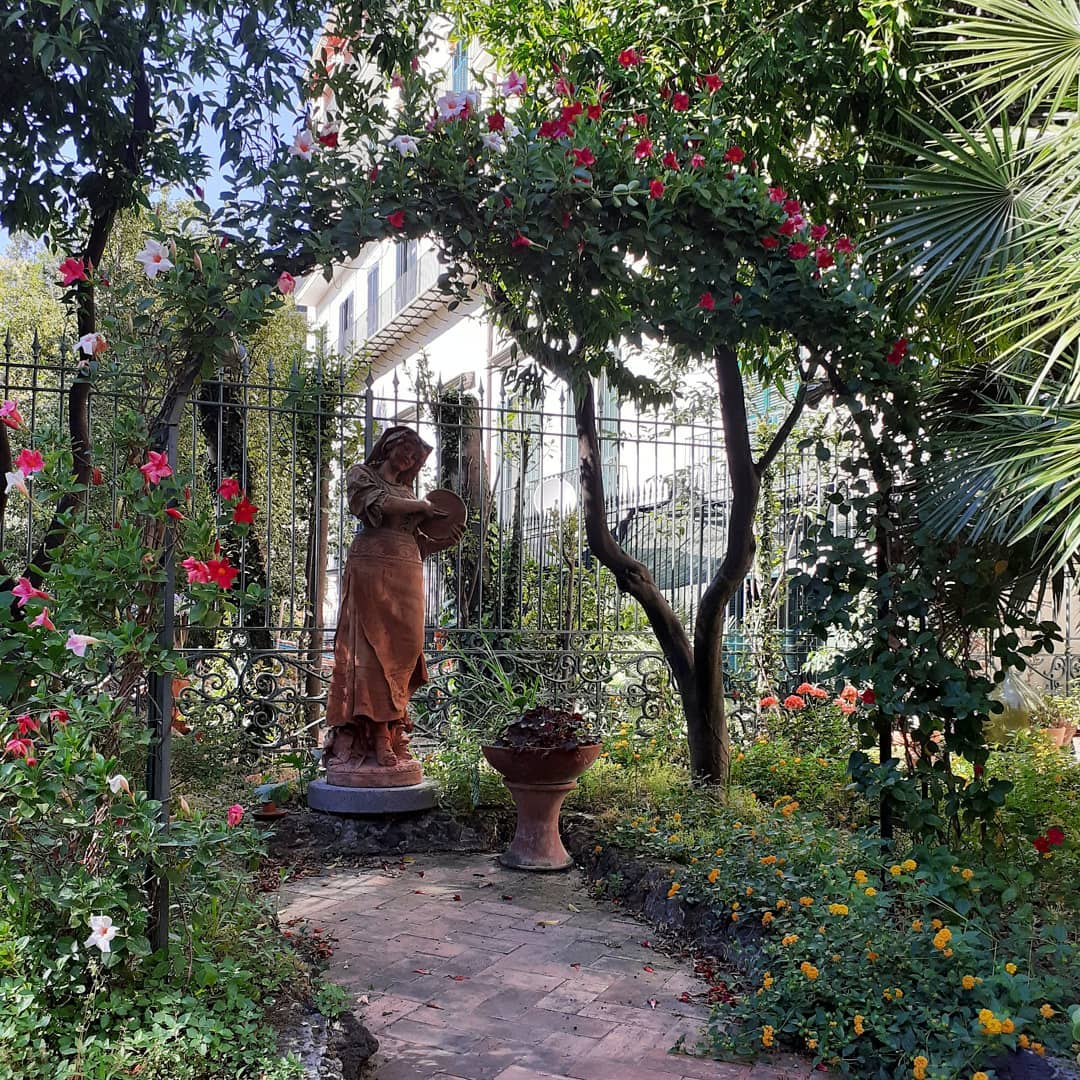
Eine der Statuen im Garten